# De soie et de cendre

De soie et de cendre est un téléfilm français en deux parties réalisé par Jacques Otmezguine et diffusé le 22 novembre 2003 sur France 3.

## Synopsis
En 1936, Marthe, une jeune femme insouciante, quitte le couvent où elle a été éduquée. Elle se heurte à son père, un sous-préfet rigide, qui refuse de lui laisser développer son don pour les arts plastiques. Désabusée, elle épouse sur un coup de tête Antoine Maurel, directeur d'un atelier de tissage de la soie lyonnais. Lorsqu'elle découvre l'homosexualité de son mari, Marthe, d'abord perturbée, choisit finalement de le soutenir. Elle vit bientôt un amour passionnel avec Dimitri Zamelsky, un chimiste juif...

## Fiche technique
- Réalisation : Jacques Otmezguine
- Scénario : Jacqueline Cauët et Dan Franck
- Production : Nelly Kafsky
- Musique : Bruno Alexiu
- Genre : Drame
- Durée : 180 minutes (2 × 90 min)
- Date de diffusion : 22 novembre 2003 sur France 3

## Distribution
- Chloé Lambert : Marthe Mercier
- Bruno Todeschini : Antoine Maurel
- Dani Levy : Dimitri Zamelsky
- Johan Leysen : Samuel Zamelsky
- Julia Vaidis-Bogard : Louise Soulac
- François Marthouret : Paul Mercier
- Jean-Paul Comart : Henri Maurel
- Annick Blancheteau : Albertine Soulac
- Jean-Luc Porraz : Georges Clairvaux
- Edwin Krüger : L'Officier allemand